# Pallanuoto ai Giochi della XXIV Olimpiade
Il ventesimo torneo olimpico di pallanuoto ha avuto luogo all'interno del programma delle Olimpiadi di Seul dal 21 settembre al 1º ottobre 1988 negli impianti del Jamsil Indoor Swimming Pool.
La formula del torneo prevedeva la divisione delle 12 partecipanti in due gironi all'italiana, al termine dei quali le prime due di ciascun girone si sono qualificate per le semifinali. Le squadre dal sesto al sesto posto hanno disputato dei gironi di classificazione.
Nella finale per il titolo la Jugoslavia ha battuto gli Stati Uniti, confermando le prime due posizioni di Los Angeles 1984 e conquistando il suo terzo oro olimpico. Nella finale per il bronzo l'Unione Sovietica ha vinto l'ultima medaglia della sua storia sconfiggendo la Germania Ovest.

## Podio
| Evento              | Oro        | Argento     | Bronzo           |
| Pallanuoto maschile | Jugoslavia | Stati Uniti | Unione Sovietica |

## Squadre partecipanti
GRUPPO A
- Australia
- Corea del Sud
- Francia
- Germania Ovest
- Italia
- Unione Sovietica

GRUPPO B
- Cina
- Grecia
- Jugoslavia
- Spagna
- Stati Uniti
- Ungheria

## Fase Preliminare

### Gruppo A
|    | Squadra          | Pti | G | V | P | S | GF | GS | Diff |
| -- | ---------------- | --- | - | - | - | - | -- | -- | ---- |
| 1. | Germania Ovest   | 10  | 5 | 5 | 0 | 0 | 60 | 37 | +23  |
| 2. | Unione Sovietica | 7   | 5 | 3 | 1 | 1 | 63 | 30 | +33  |
| 3. | Italia           | 7   | 5 | 3 | 1 | 1 | 48 | 33 | +15  |
| 4. | Australia        | 4   | 5 | 2 | 0 | 3 | 40 | 39 | +1   |
| 5. | Francia          | 2   | 5 | 1 | 0 | 4 | 43 | 54 | -11  |
| 6. | Corea del Sud    | 0   | 5 | 0 | 0 | 5 | 14 | 75 | -61  |

| Data         | Ora   | Partita          | Partita | Partita          |
| ------------ | ----- | ---------------- | ------- | ---------------- |
| 21 settembre | 14:00 | Italia           | 9 - 9   | Unione Sovietica |
| 21 settembre | 15:15 | Francia          | 16 - 5  | Corea del Sud    |
| 21 settembre | 16:30 | Germania Ovest   | 13 - 11 | Australia        |
| 22 settembre | 14:00 | Italia           | 11 - 1  | Corea del Sud    |
| 22 settembre | 15:15 | Germania Ovest   | 10 - 9  | Francia          |
| 22 settembre | 16:30 | Unione Sovietica | 11 - 4  | Australia        |
| 23 settembre | 14:00 | Germania Ovest   | 18 - 2  | Corea del Sud    |
| 23 settembre | 15:15 | Italia           | 7 - 5   | Australia        |
| 23 settembre | 16:30 | Unione Sovietica | 18 - 4  | Francia          |
| 26 settembre | 09:00 | Germania Ovest   | 10 - 7  | Italia           |
| 26 settembre | 10:15 | Unione Sovietica | 17 - 4  | Corea del Sud    |
| 26 settembre | 11:30 | Australia        | 7 - 6   | Francia          |
| 27 settembre | 09:00 | Italia           | 14 - 8  | Francia          |
| 27 settembre | 10:15 | Australia        | 13 - 2  | Corea del Sud    |
| 21 settembre | 11:30 | Germania Ovest   | 9 - 8   | Unione Sovietica |

### Gruppo B
|    | Squadra     | Pti | G | V | P | S | GF | GS | Diff |
| -- | ----------- | --- | - | - | - | - | -- | -- | ---- |
| 1. | Stati Uniti | 8   | 5 | 4 | 0 | 1 | 56 | 40 | +16  |
| 2. | Jugoslavia  | 8   | 5 | 4 | 0 | 1 | 60 | 38 | +22  |
| 3. | Spagna      | 7   | 5 | 3 | 1 | 1 | 48 | 38 | +10  |
| 4. | Ungheria    | 5   | 5 | 2 | 1 | 2 | 50 | 43 | +7   |
| 5. | Grecia      | 2   | 5 | 1 | 0 | 4 | 45 | 66 | -21  |
| 6. | Cina        | 0   | 5 | 0 | 0 | 5 | 34 | 68 | -34  |

| Data         | Ora   | Partita     | Partita | Partita     |
| ------------ | ----- | ----------- | ------- | ----------- |
| 21 settembre | 09:00 | Ungheria    | 12 - 10 | Grecia      |
| 21 settembre | 10:15 | Stati Uniti | 7 - 6   | Jugoslavia  |
| 21 settembre | 11:30 | Spagna      | 13 - 6  | Cina        |
| 22 settembre | 10:15 | Spagna      | 9 - 7   | Stati Uniti |
| 22 settembre | 11:30 | Jugoslavia  | 10 - 9  | Ungheria    |
| 22 settembre | 14:00 | Grecia      | 10 - 7  | Cina        |
| 23 settembre | 10:15 | Jugoslavia  | 17 - 7  | Grecia      |
| 23 settembre | 11:30 | Ungheria    | 6 - 6   | Spagna      |
| 23 settembre | 14:00 | Stati Uniti | 14 - 7  | Cina        |
| 26 settembre | 14:00 | Stati Uniti | 18 - 9  | Grecia      |
| 26 settembre | 15:15 | Ungheria    | 10 - 7  | Cina        |
| 26 settembre | 16:30 | Jugoslavia  | 10 - 8  | Spagna      |
| 27 settembre | 14:00 | Spagna      | 12 - 9  | Grecia      |
| 27 settembre | 15:15 | Stati Uniti | 10 - 9  | Ungheria    |
| 27 settembre | 16:30 | Jugoslavia  | 17 - 7  | Cina        |

## Fase finale
Nei gironi di classificazione si ereditano i punteggi degli scontri diretti disputati nella prima fase.

### Gruppo D(5º-8º posto)
|    | Squadra   | Pti | G | V | P | S | GF | GS | Diff |
| -- | --------- | --- | - | - | - | - | -- | -- | ---- |
| 1. | Ungheria  | 4   | 3 | 1 | 2 | 0 | 28 | 20 | +8   |
| 2. | Spagna    | 3   | 3 | 1 | 1 | 1 | 24 | 23 | +1   |
| 3. | Italia    | 3   | 3 | 1 | 1 | 1 | 25 | 25 | 0    |
| 4. | Australia | 2   | 3 | 1 | 0 | 2 | 18 | 27 | -9   |

| Data         | Ora   | Partita   | Partita | Partita   |
| ------------ | ----- | --------- | ------- | --------- |
| 30 settembre | 11:30 | Ungheria  | 9 - 9   | Italia    |
| 30 settembre | 14:00 | Australia | 8 - 7   | Spagna    |
| 1º ottobre   | 11:30 | Ungheria  | 13 - 5  | Australia |
| 1º ottobre   | 14:00 | Spagna    | 11 - 9  | Italia    |

### Gruppo E(9º-12º posto)
|    | Squadra       | Pti | G | V | P | S | GF | GS | Diff |
| -- | ------------- | --- | - | - | - | - | -- | -- | ---- |
| 1. | Grecia        | 6   | 3 | 3 | 0 | 0 | 37 | 21 | +16  |
| 2. | Francia       | 4   | 3 | 2 | 0 | 1 | 34 | 19 | +15  |
| 3. | Cina          | 2   | 3 | 1 | 0 | 2 | 25 | 28 | -3   |
| 4. | Corea del Sud | 0   | 3 | 0 | 0 | 3 | 19 | 47 | -28  |

| Data         | Ora   | Partita | Partita | Partita       |
| ------------ | ----- | ------- | ------- | ------------- |
| 30 settembre | 09:00 | Francia | 11 - 4  | Cina          |
| 30 settembre | 10:15 | Grecia  | 17 - 7  | Corea del Sud |
| 1º ottobre   | 09:00 | Cina    | 14 - 7  | Corea del Sud |
| 1º ottobre   | 10:15 | Grecia  | 10 - 7  | Francia       |

### Semifinali
| Arbitri: | Van Dorp (NED) Di Stefano (ITA) |

|         |           |                     |
| 3: Otto | Marcatori | 4: Lusic, Milanovic |

| Arbitri: | Asencio (ESP) Whitehouse (AUS) |

|                          |           |            |
| 2: Robertson, G.Campbell | Marcatori | 3: Kotenko |

### Finale per il Bronzo
| Arbitri: | Van Dorp (NED) Demey (FRA) |

|              |           |                   |
| 4: Theismann | Marcatori | 4: Mshveniyeradze |

### Finale per l'Oro
| Arbitri: | Whitehouse (AUS) Asencio (ESP) |

|                             |           |                |
| 2: Andric, Gocic, Milanovic | Marcatori | 2: Jo.Campbell |

## Classifica finale
| Campione Olimpico | Campione Olimpico | Campione Olimpico |
| --- | ----------------- | --- |
| Jugoslavia1 Šoštar, 2 Lušić, 3 Šimenc, 4 Bukić, 5 Đuho, 6 Andrić, 7 Vičević, 8 Gočanin, 9 Bezmalinović, 10 Paškvalin, 11 Milanović, 12 Rađenović, 13 Posinković, CT: Ratko Rudić |                   | |
| Argento | Stati Uniti       | Stati Uniti1 Wilson, 2 Robertson, 3 Bergeson, 4 P. Campbell, 5 Kimbell, 6 Klass, 7 Mouchawar, 8 Je. Campbell, 9 Boyer, 10 Schroeder, 11 Jo. Campbell, 12 Duplanty, 13 Evans, CT: Bill Barnett                         |
| Bronzo | Unione Sovietica  | Unione Sovietica1 Šaranov, 2 Mendygaliev, 3 Grišin, 4 Kolotov, 5 Naumov, 6 Berendjuga, 7 Kotenko, 8 Apanasenko, 9 Mshvenieradze, 10 Ivanov, 11 Markoč, 12 Smirnov, 13 Giorgadze, CT: Boris Popov                      |
| 4 | Germania Ovest    | Germania Ovest1 Röhle, 2 Jacoby, 3 Otto, 4 Sterzik, 5 Fernández Alatorre, 6 Ehrl, 7 Borgmann, 8 Osselmann, 9 Stamm, 10 Huber, 11 Theissmann, 12 Reimann, 13 Obschernikat, CT: Nicolae Firoiu                          |
| 5 | Ungheria          | Ungheria1 Kuna, 2 Bujka, 3 Schmiedt, 4 Petőváry, 5 Pintér, 6 Keszthelyi, 7 Vincze, 8 Mohi, 9 Pardi, 10 L. Tóth, 11 Gyöngyösi, 12 Kósz, 13 I. Tóth, CT: Zoltán Kásás                                                   |
| 6 | Spagna            | Spagna1 Rollán, 2 Chillida, 3 González, 4 Pérez, 5 Estiarte, 6 Robert, 7 Payá, 8 Rodriguez, 9 Sans, 10 Gómez, 11 Moya, 12 Neira, 13 García, CT: Antonio Esteller                                                      |
| 7 | Italia            | Italia1 Trapanese, 2 Misaggi, 3 Pisano, 4 Steardo, 5 Campagna, 6 Caldarella, 7 Fiorillo, 8 Porzio, 9 Postiglione, 10 Tempestini, 11 Ferretti, 12 D'Altrui, 13 Averaimo, CT: Fritz Dennerlein                          |
| 8 | Australia         | Australia1 Townsend, 2 Pengelley, 3 Harrison, 4 Stockwell, 5 Wightman, 6 Kerr, 7 Mayers, 8 Clark, 9 Fox, 10 Wybrow, 11 Asher, 12 Taylor, 13 Cameron, CT: Tom Hoad                                                     |
| 9 | Grecia            | Grecia1 Christoforidis, 2 Kaiafas, 3 Samartzidīs, 4 Tsikaris, 5 Giannopoulos, 6 Kefalogiannis, 7 Venetopoulos, 8 Seletopoulos, 9 Aronis, 10 Pateros, 11 Maurōtas, 12 Patras, 13 Papanastasiou, CT: Kyriakos Iosifidis |
| 10 | Francia           | Francia1 Bouet, 2 Brisfer, 3 Ma. Crousillat, 4 Garsau, 5 Boyadjian, 6 Hervé, 7 Idoux, 8 Alimondo, 9 Mi. Crousillat, 10 Marischael, 11 Jeleff, 12 Perot, 13 Volpi, CT: Jean-Paul Clemençon                             |
| 11 | Cina              | Cina1 Ni, 2 Wang, 3 Yang, 4 Yu, 5 Huang L., 6 Huang Q., 7 Cui, 8 Zhao, 9 Li, 10 Cai, 11 Wen, 12 Ge, 13 Zheng, CT: Peng Shaorong                                                                                       |
| 12 | Corea del Sud     | Corea del Sud1 Lee J.S., 2 Chang, 3 Kim S.E., 4 Yoo, 5 Kim K.C., 6 Kim J.Y., 7 Choi, 8 Kim K.H., 9 Kim J.T., 10 Song, 11 Hong, 12 Lee T.W., 13 Park, CT: Kim Jong-ku                                                  |

## Classifica marcatori
|  | Gol | Marcatore             | Squadra          |
|  | --- | --------------------- | ---------------- |
|  | 27  | Manuel Estiarte       | Spagna           |
|  | 20  | Pierre Garsau         | Francia          |
|  | 20  | Frank Otto            | Germania Ovest   |
|  | 19  | András Gyöngyösi      | Ungheria         |
|  | 18  | Kyriakos Giannopoulos | Grecia           |
|  | 16  | Andonios Aronis       | Grecia           |
|  | 16  | Igor Milanović        | Jugoslavia       |
|  | 16  | Jorge Sans            | Spagna           |
|  | 16  | Yang Yong             | Cina             |
|  | 15  | Hagen Stamm           | Germania Ovest   |
|  | 15  | Dirk Theismann        | Germania Ovest   |
|  | 14  | Dmitrij Apanasenko    | Unione Sovietica |
|  | 14  | Geoffrey Clark        | Australia        |
|  | 14  | Giorgi Mshvenieradze  | Unione Sovietica |
|  | 12  | Sandro Campagna       | Italia           |
|  | 12  | Jody Campbell         | Stati Uniti      |
|  | 12  | Massimiliano Ferretti | Italia           |
|  | 12  | Sergej Kotenko        | Unione Sovietica |
|  | 11  | Dragan Andrić         | Jugoslavia       |
|  | 11  | Gábor Bujka           | Ungheria         |
|  | 11  | Philippe Hervé        | Francia          |
|  | 11  | Franco Porzio         | Italia           |
|  | 10  | 8 Giocatori           |                  |
|  | 9   | 9 Giocatori           |                  |
|  | 8   | 4 Giocatori           |                  |
|  | 7   | 4 Giocatori           |                  |
|  | 6   | 7 Giocatori           |                  |
|  | 5   | 12 Giocatori          |                  |
|  | 4   | 14 Giocatori          |                  |
|  | 3   | 13 Giocatori          |                  |
|  | 2   | 16 Giocatori          |                  |
|  | 1   | 13 Giocatori          |                  |

## Fonti
- (EN)  Comitato Olimpico Internazionale: database medaglie olimpiche.
- (EN)  Comitato organizzatore, XXIVth Olympiad Seoul 1988 Official Report - Vol.2, pt.2, 1989, pagg. 595-603 (la84foundation.org Archiviato il 18 marzo 2012 in Internet Archive.).
- (EN) Todor66.com - Sport Statistics Archive, su todor66.com.